# Миколаїв-Вантажний
Керівництво:
Начальник станції:

Кратасюк Олександр Олександрович
Миколаїв-Вантажний — вантажна залізнична станція на лінії Миколаїв — Миколаїв-Вантажний, відкритий для залізничного руху 20 серпня 1873 року.

## Історія
Поразка Російської імперії в Кримській війні (1853—1856 років) показала економічну відсталість країни. На початку 1860-х років в урядових колах, серед торговельно-промислової буржуазії та землевласників обговорювалося питання про місця негайного створення мережі залізниць в країні.
Зміни в торговельно-економічній політиці Російської імперії, переорієнтація в області політичного та торговельного партнерства з Німеччини на Францію призвели до зростання значення чорноморських портів. Це значно вплинуло на розвиток економіки України, яка в результаті отримала розвинуту залізничну мережу.
Перспектива будівництва головних ліній зовсім не торкалася інтересів Херсонської губернії. Ініціатором будівництва залізниці південніше лінії Одеса-Головна — Балта — Харків-Пасажирський стали землевласники та купці губернії, які внесли залізничний проєкт до Миколаївської міської думи. Цей проєкт одержав підтримку губернатора Миколаєва Богдана Олександровича фон-Глазенапа.
У 1868 році було вирішено відправити до Петербурга делегацію, до якої увійшли купці Бухтєєв та Клатовський. З ними також поїхав і Глазенап, який представив їх великому князю Костянтину Миколайовичу, який пообіцяв взяти безпосередню участь у проблемах миколаївських представників.

## Розвиток залізничного транспорту
Залізничне будівництво здійснювалось шляхом залучення приватного капіталу. Вкласти свої кошти в будівництво залізничної гілки до Миколаєва було готове «Товариство російських залізниць».
Перший проєкт залізничних будівель був розроблений інженером Корсаковим. Він рекомендував станцію будувати біля порту, а пасажирський вокзал — в торговельній частині міста.
25 січня 1872 року керівник будівництва Знам'янсько-Миколаївської дільниці Харківсько-Миколаївської залізниці інженер барон Майдель подав до канцелярії генерал-губернаторства доповідну записку з приводу місця будівництва станції. Планувалося провести лінію залізниці уздовж Заводської вулиці, у кінці якої зробити поворот праворуч і будувати станцію на Пісках. Товариство залізниць звернулося з проханням до генерал-губернатора М. А. Аркаса, в якому викладалося прохання дозволити будівництво ліній залізниці, напрямок яких обидва проєкти залишали незмінними.
Дозвіл було отримано, і вже 28 лютого 1872 року підрядники повідомили канцелярію генерал-губернатора про початок робіт.
Будівництво гілок велося під наглядом інженера Вестфалія. Проєкти остаточно затверджувалися на засіданнях міської думи і, звичайно, міська влада намагалася максимально використати ситуацію для отримання від концесіонерів додаткових коштів для спорудження під'їзних колій, мощення вулиць. Спочатку планували будувати два вокзали. Проєкт розробляв інженер Корсаков. Він і запропонував ідею з двома вокзалами. Один — поблизу комерційного порту, а пасажирський в торговельній частині Миколаєва. Проте, зійшлись на проєкті, де була лише одна будівля.
Наприкінці XIX століття були замощені більшість вулиць; в центрі поставлено 1226 ліхтарів. 1897 року бельгійська компанія побудувала конку, що з'єднала Слобідку з заводом «Наваль» (нині — Чорноморський суднобудівний завод), портом і Яхт-клубом.
20 серпня 1873 року лінія Знам'янка — Миколаїв була відкрита для залізничного руху. На станції був відслужений молебень. Перший потяг відійшов від станції з прапорами, гірляндами із зелені та квітів.
Крім пасажирських перевезень, основним призначенням залізничного зв'язку повинні були стати перевезення хліба, кам'яного вугілля і руд із місць їх виробництва до Миколаївського комерційного порту. Однак проблем, які треба було терміново вирішити, щоб зробити економічно ефективною роботу цієї лінії залізниці, існувало безліч. На думку Григорія Ге, цими «негараздами» була відсутність яких-небудь пристосувань для зберігання хлібного вантажу, виконання вантажно-розвантажувальних робіт, під'їзних гужових доріг. Товарна станція знаходилася за дві верстах від комерційного порту, а дороги не були вимощені.
Завдяки споруді залізничних ліній і вигідним тарифом збільшилося число хлібовиробних губерній, що вивозили зерно через чорноморські порти. До Полтавської та Харківської губерній приєдналися частини Київської, Волинської і навіть Курської губерній.
Динаміка хлібного експорту виражалася в наступних цифрах:
- 1886 рік — 15,8 млн пудів.
- 1890 рік − 38, 5 млн пудів.
- 1895 рік — 76,1 млн пудів[3].

У 1881 році Харківсько-Миколаївська залізниця перейшла до скарбниці. Держава відразу вживає заходів щодо впорядкування руху вантажів на дорозі.
У 1894 році до Миколаєва прибувало і відправлялося два пасажирські поїзди — вранці та ввечері.
На самій станції було депо, будівлі вокзалу і станційних службовців, вантажні закриті та відкриті платформи, пакгаузи для зберігання вантажів.
На території порту знаходилися пакгаузи, казарми ремонтних споруд, портова станція Харківсько-Миколаївської залізниці, вугільні склади, склад вивантажується солі з пристосуванням для помолу.
З 1 січня 1907 року відбулося об'єднання Харківсько-Миколаївської залізниці із Курсько-Харківсько-Севастопольською, після чого мережа отримала назву Південні залізниці.
На початку XX століття постала нова проблема — розширення залізничної магістралі. Існування однієї магістралі було недостатнім для забезпечення зростаючих товарних перевезень в Миколаїв. 1907 року завершено будівництво ліній: Миколаїв — Гур'ївка — Колосівка — Одеса-Головна та Миколаїв — Водопій — Снігурівка — Апостолове — Херсон.
Бурхливий розвиток мережі залізниць поставив питання про підготовку кваліфікованих кадрів. Інженерів готували технологічні, інженерні інститути, університети. Навчальні приміщення для підготовки нижчих техніків залізничної служби стали організовуватися з 1869 року.
Загальне керівництво всіма училищами покладено на навчальний відділ Міністерства шляхів сполучення. Довгі роки керуючим навчального відділу був таємний радник, миколаївець Волков Євген Степанович.
На рубежі XIX— XX століть зростання і промисловий розвиток Миколаєва багато в чому визначили діяльність залізниці та комерційного порту. Миколаїв включився в систему міжнародної торгівлі і став складовою частиною загальнодержавного торгово-промислового капіталу, що на довгі роки, навіть попри соціальні потрясіння, стало запорукою економічний стабільності міста. 1906 року станція Миколаїв була обладнана дуже слабо.
|  | «Такий стан речей був до 1908 року, коли сума претензій досягла 100 тис. рублів. Відтоді розвиток станції йде прогресивно вперед». — «Николаевская газета» за 1912 рік |

.
Під час громадянської війни та Другої світової війни миколаївська залізнична мережа була дуже зруйнована.
Через декілька років після закінчення війни, у 1947 році, Миколаївський залізничний вузол з переробки вантажів досяг довоєнного показника і швидко став його перевершувати.

## Будівля вокзалу
На початку 1950-х років була побудована нова будівля вокзалу, неподалік від старого, одноповерхового, в кінці вулиці Пушкінської (тут вона знаходиться і зараз). Вона стала центром композиційними ансамблю архітекторів, з його простим і доцільним плануванням, повною ідентичністю головного і перонного фасадів.

## Зміни в роботі вокзалу
Після появи на початку 1980-х років другого пасажирського вокзалу до редакцій місцевих газет стали надходити листи, в яких читачі запитували про подальшу долю старого вокзалу, до якого за багато років звикли тисячі мешканців обласного центру. Керівництво залізниці ухвалило рішення, що в зв'язку з відкриттям нового вокзалу в Миколаєві, щоб від старого вокзалу вирушали тільки ті поїзди, які розпочинають маршрут руху з Миколаєва, а саме:
- Миколаїв — Москва;
- Миколаїв — Ленінград;
- Миколаїв — Київ.

Нині від станції вирушають лише приміські поїзди до Херсона, Каховки, Долинської.

## Сьогодення
Нині тут розташована станція Миколаїв-Вантажний.
Зараз основними клієнтами станції є Миколаївський морський торговельний порт, Миколаївський річковий порт, «Нібулон».
Вантажообіг значний — за добу проходить понад 500 вагонів. Здебільшого, це вантаж з інших регіонів України, Росії та Білорусі.
В адміністративній будівлі, що перебуває на балансі Українського будівельного монтажно-експлуатаційного управління, розміщений технічний відділ, різні офіси та товарні каси.
Від станції Миколаїв-Вантажний курсують кілька приміських поїздів: Миколаїв — Вадим, Миколаїв — Каховка, Миколаїв — Долинська, Миколаїв — Тимкове, Миколаїв — Колосівка. До 26 грудня 2014 року приймався і вирушав регіональний дизель-поїзд № 870/869 Миколаїв-Вантажний — Керч. Зараз цей дизель-поїзд курсує за маршрутом Миколаїв-Вантажний — Апостолове.

## Галерея

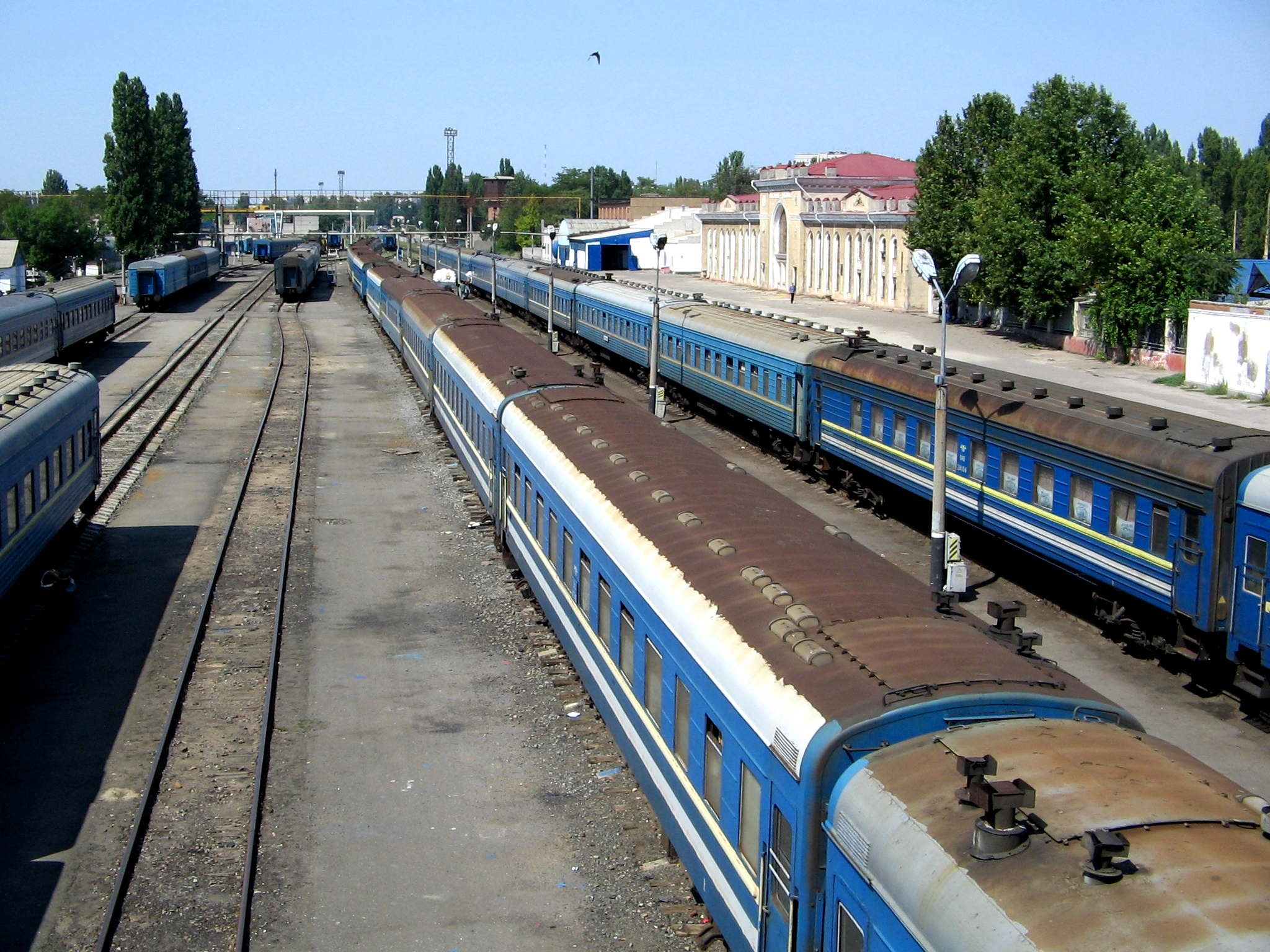
До початку 1980-х років до старого вокзалу прибували пасажирські потяги з Києва, Москви, Ленінграда
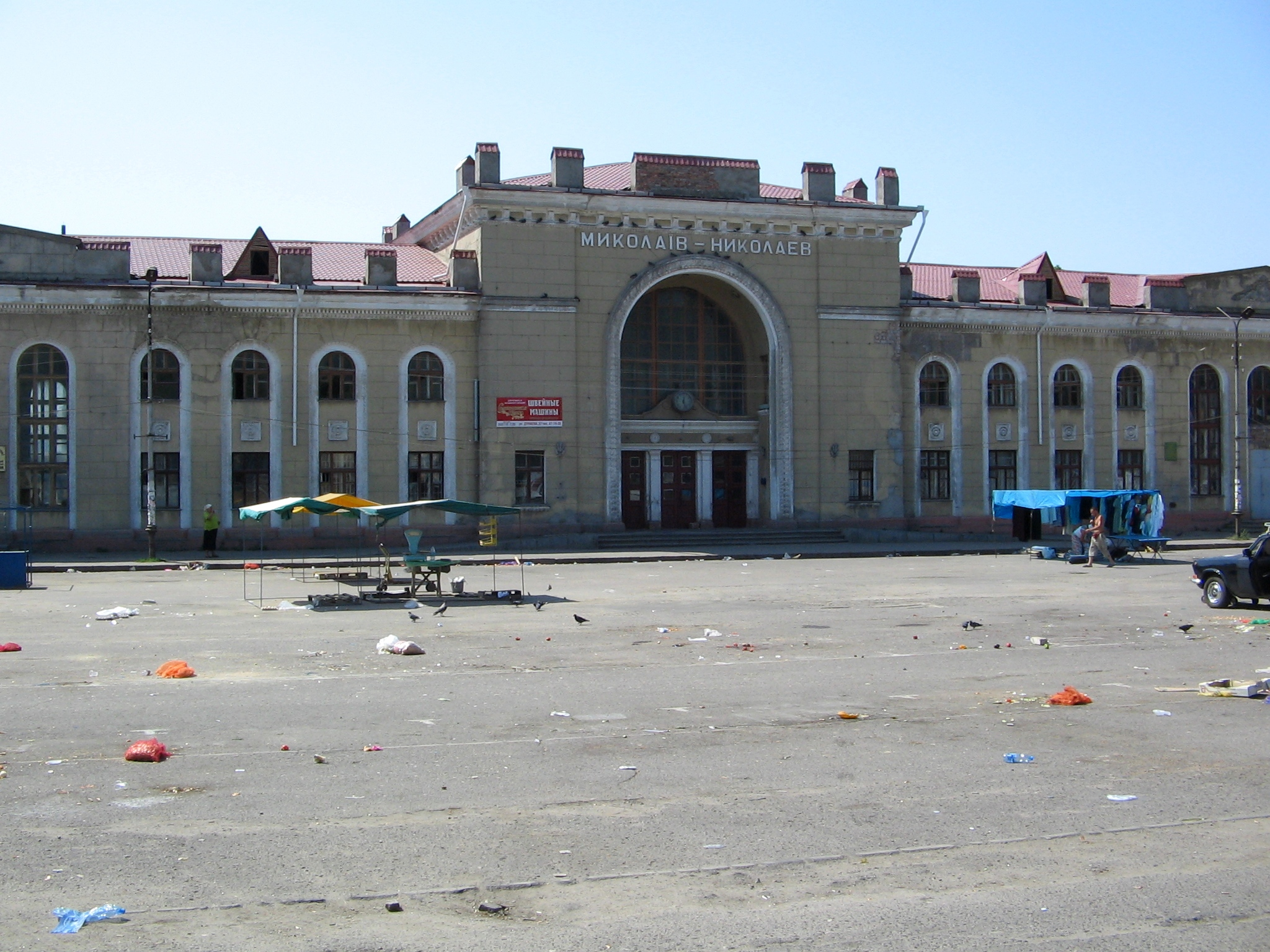
Вокзал з боку Привокзальної площі